# Иван ван Ројен
Иван ван Ројен (енгл. Ivan van Rooyen; 7. мај 1982) јужноафрички је професионални рагби тренер. Играо је рагби седам на високом нивоу, а када је завршио играчку каријеру, пронашао је ухлебљење као тренер. Тренутно ради као главни тренер франшизе Лајонса, јужноафричког представника у најјачем клупском рагби такмичењу на Свету Супер рагбију. Он је и главни тренер Голден лајонса, екипе која се такмичи у Првенству Јужноафричке Републике у рагбију.